# أدب تتار القرم

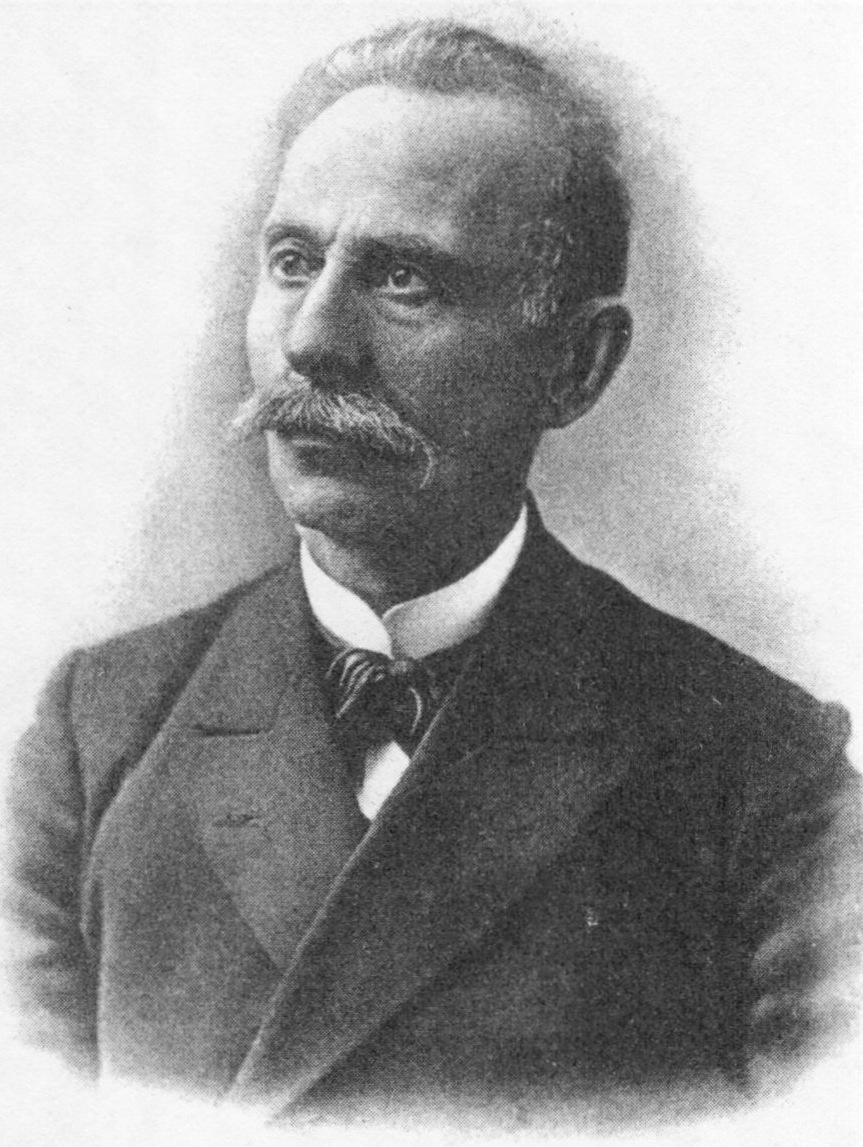
إسماعيل غاسبرينسكي

يعود تاريخ أقدم الأعمال الأدبية التتارية القرمية إلى عصر القبيلة الذهبية (القرنين الثالث عشر والخامس عشر)، في حين كان عصر الأدب التتاري الذهبي في خانية القرم (القرنين الخامس عشر والثامن عشر).

## التاريخ

### العصور الوسطى
"تُعتبر قصيدة يوسف وزليخة التي كتبها محمود قرملي في القرن الثالث عشر أقدم عمل في لغة تتار القرم. ومن بين المؤلفين البارزين الآخرين في ذلك الوقت علي (ت. 1232)، محمود (13-14 ق.م)،  مولانا رجب بن إبراهيم (ت. 1386)،  مولانا شريف الدين بن كمال (ت. 1438) وكمال أمي (ت. 1475). 

### الفترة الكلاسيكية
خلال فترة القبيلة الذهبية بعد أن اعتنق تتار القرم الإسلام، بدأ تشكيل شعر الديوان (بالقرمية: saray edebiyatı). وكان مؤلفوها من الخانات والأرستقراطيين. كان الشعراء المشهورون في ذلك الوقت هم عبد المجيد أفندي، أوسين كيفيفي، مينلي الأول جيراي، غازي الثاني جيراي، رامل هوكا، عَاشق عمر، مصطفى جواهري، ليلى بيكيتش، عاشق عارف، كان محمد، وإديب أفندي. كان غازي الثاني جيراي معروفًا بشكل خاص بشعره وحبه للأدب وأعماله الموسيقية. كانت هان زاده هانوم (زوجة بهادر الأول جيراي) معروفة أيضًا بأنها شاعرة. ظهر في القرنين الخامس عشر والسابع عشر مختارات من الشعر القرمي.
وقد كُتبت جميع الأعمال الأدبية في تلك الفترة بالخط العربي. تأثرت لغة الشعر القرمية التتارية باللغتين العربية والفارسية حيث استخدمت القوافي الطويلة والقصيرة للحروف المتحركة في حين لم تميز اللغة التركية بين الحروف المتحركة بهذه الطريقة. وفي الوقت نفسه، تم استخدام لغة أكثر عامية مع القليل من الاقتراضات في الفولكلور.
وتشمل الأعمال الأخرى كتابات عن الأحداث التاريخية واليارليق المتعددة.

### الفترة الحديثة
يرتبط إحياء الأدب القرمي ارتباطًا وثيقًا بإسماعيل جاسبرينسكي الذي وضع أسس القصة والرواية في الأدب التتري في شبه جزيرة القرم. نشر غاسبرينسكي في صحيفته "تيرسيمان" أعمال كتاب تتار القرم الجدد. من بين الشعراء البارزين في أوائل القرن العشرين أشرف شمي زاده، بكير كوبان زاده، عبد الله درمنسي، شفقي بكتوري، عبد الله لطيف زاده، أمدي جيرايباي. في عام 1901، نشر عبد الله أوزنباشلي أول دراما تتارية القرم بعنوان "Olcağa çare almaz".
توقفت العملية الأدبية لتتار القرم بسبب الترحيل السوفييتي لتتار القرم في عام 1944 حيث أصبحَت شبه جزيرة القُرم لأول مرة ذات غالبية مسيحية لا إسلامية. منذ ذلك الوقت وحتى سبعينيات القرن العشرين، ظل الأدب التتري في شبه جزيرة القرم في الاتحاد السوفييتي محظورًا.
بعض المؤلفين المعاصرين يشملون شامل علاء الدين ، جنكيز داجي، عمر إبجي، يوسف بولات، آيدر عثمان، إرفين عمروف، رستم مويدين، شاكر سليم، يونس قنديم، سيران سليمان، نوزيت عمروف.

## طالع أيضًا
- الأدب العثماني
- الأدب التتري[الإنجليزية]
- الأدب الباشكير

## قراءة إضافية
- Baski، Imre (2024). Crimean Tatar Folktales: As Collected by Ignác Kúnos (1860-1945). Berlin, Boston: De Gruyter. DOI:10.1515/9783111442891.